# Brücke über das Meer

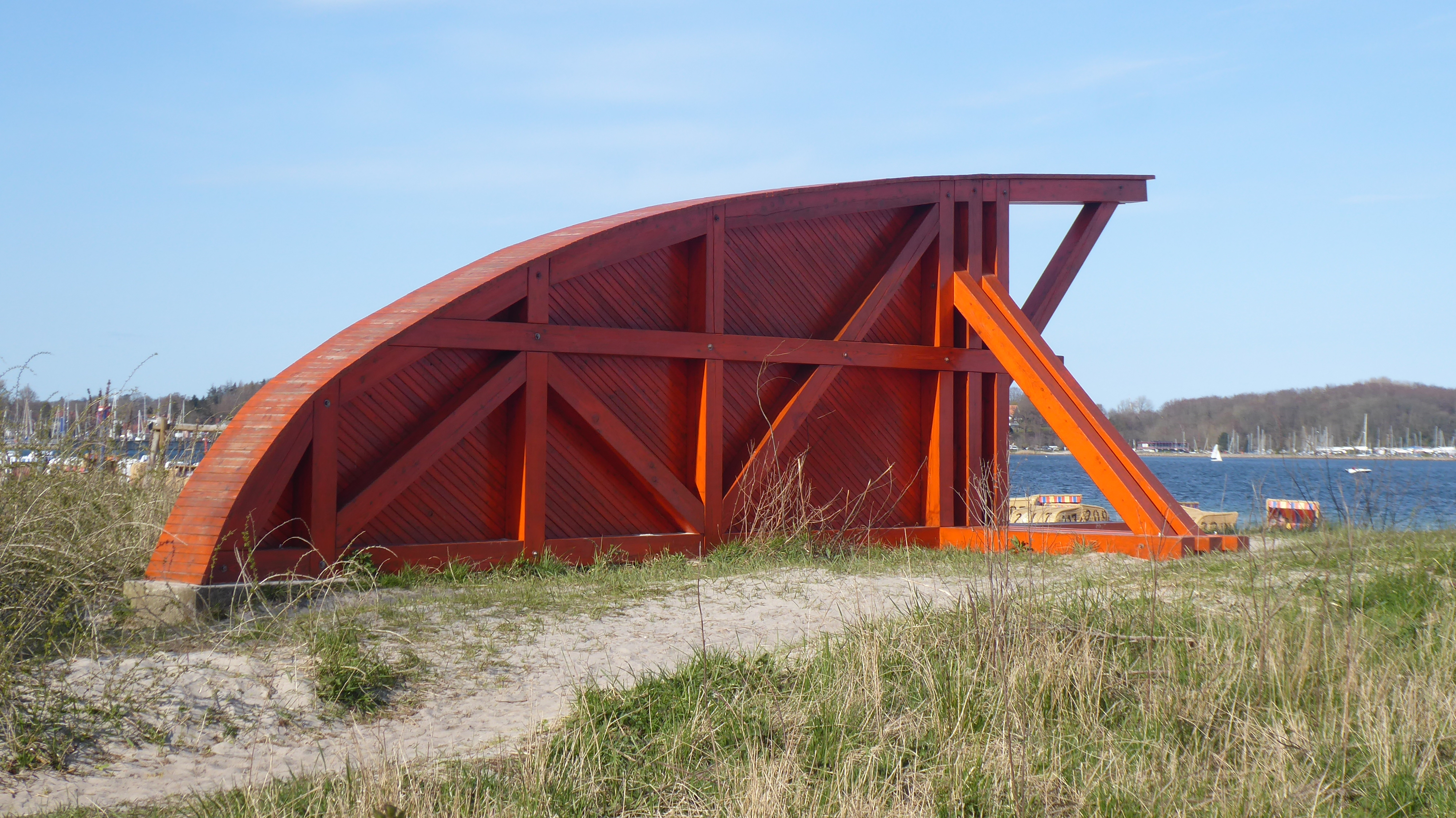
Brücke über das Meer

Die Brücke über das Meer ist eine Kunstinstallation des lettischen Künstlers Ojārs Pētersons in der schleswig-holsteinischen Stadt Eckernförde.

## Geschichte
Die Brücke über das Meer ist eine 1990 von dem seit 1990 an der Lettischen Akademie der Künste lehrenden Ojārs Pētersons (* 1956) errichtete Installation. Sie stellt den Teil einer Brücke dar, die nach Riga ausgerichtet ist, wo das Gegenstück mit Blickrichtung Eckernförde steht. Sie soll Freundschaft und Verständnis zwischen Ost und West symbolisieren.
Die ursprüngliche seit 1990 am Strand auf Höhe des Stadthotels befindliche Installation brach im Jahr 2000 bei einem Sturm zusammen, wurde 2001 wieder aufgebaut, jedoch 2010 wegen Baufälligkeit abgebaut, ebenso wie das Gegenstück 2012 in Riga. Für den Neubau in Eckernförde wurde statt Kiefernholz Lärche verwendet.
Das heute vorhandene Kunstwerk in Eckernförde wurde am 30. Juli 2014 vom Staatssekretär im Ministerium für Justiz, Europa und Kultur Eberhard Schmidt-Elsaeßer wieder eingeweiht.
Die neu erstellten Einzelteile des Kunstwerkes in Riga liegen im Depot der dortigen Nationalbibliothek. [veraltet] Die dortige Installation soll 2021 vor dem neuen Museum für zeitgenössische Kunst wieder errichtet werden.